# Norbert Langhoff

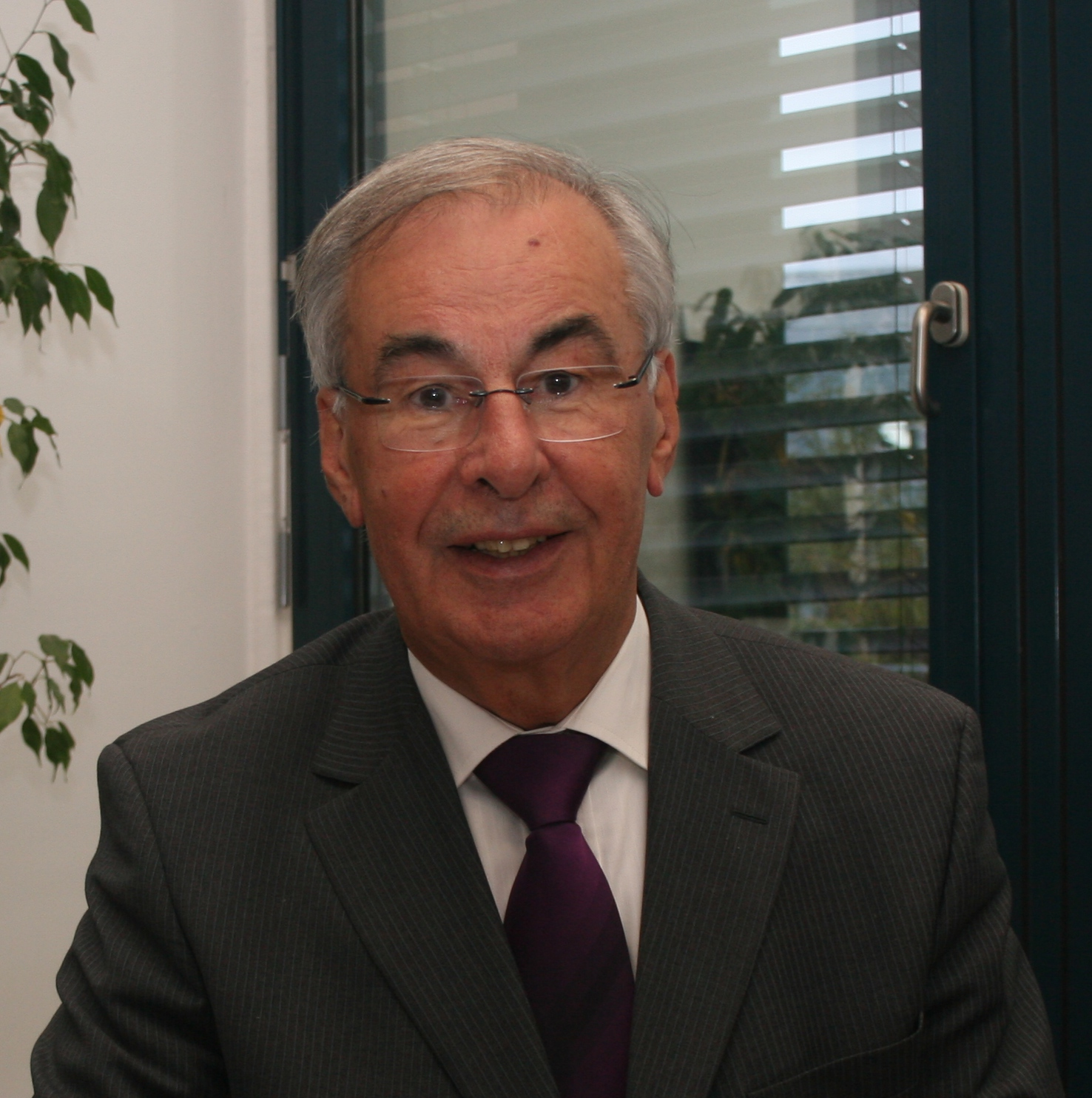
Norbert Langhoff 2011

Norbert Langhoff (* 28. Oktober 1935 in Łódź) ist ein deutscher Ingenieur, Wissenschaftler und Unternehmer.

## Wissenschaftlicher Werdegang
Langhoff besuchte von 1940 bis 1944  die Grundschule in Litzmannstadt, heute Łódź (Polen). Das Abitur erwarb er 1953 im thüringischen Sondershausen. Eine Lehre als Feinmechaniker schloss er 1955 als Facharbeiter ab. Von 1955 bis 1960 studierte Langhoff an der Hochschule für Elektrotechnik in Ilmenau in der Fachrichtung Automatisierungstechnik.
Nach dem Studium wechselte er zur Akademie der Wissenschaften der DDR, wo er von 1960 bis 1970 als Entwicklungsingenieur und wissenschaftlicher Mitarbeiter tätig war. 1970 wurde er zum Direktor des Zentrums für Wissenschaftlichen Gerätebau (ZWG) berufen, das er bis zur Abwicklung zum 31. Dezember 1991 entsprechend dem Einigungsvertrag leitete.
1974 wurde er in Ilmenau zum Thema „Erhöhung der Nachweisempfindlichkeiten von Analysenmessgeräten durch Akkumulatoren“ promoviert. 1985 erfolgte an der Akademie seine Habilitation zum Thema: „Einige Aspekte der Anwendung informationstheoretischer Grundlagen im wissenschaftlichen Gerätebau“ sowie die Berufung zum Professor.

## Wirken als Unternehmer

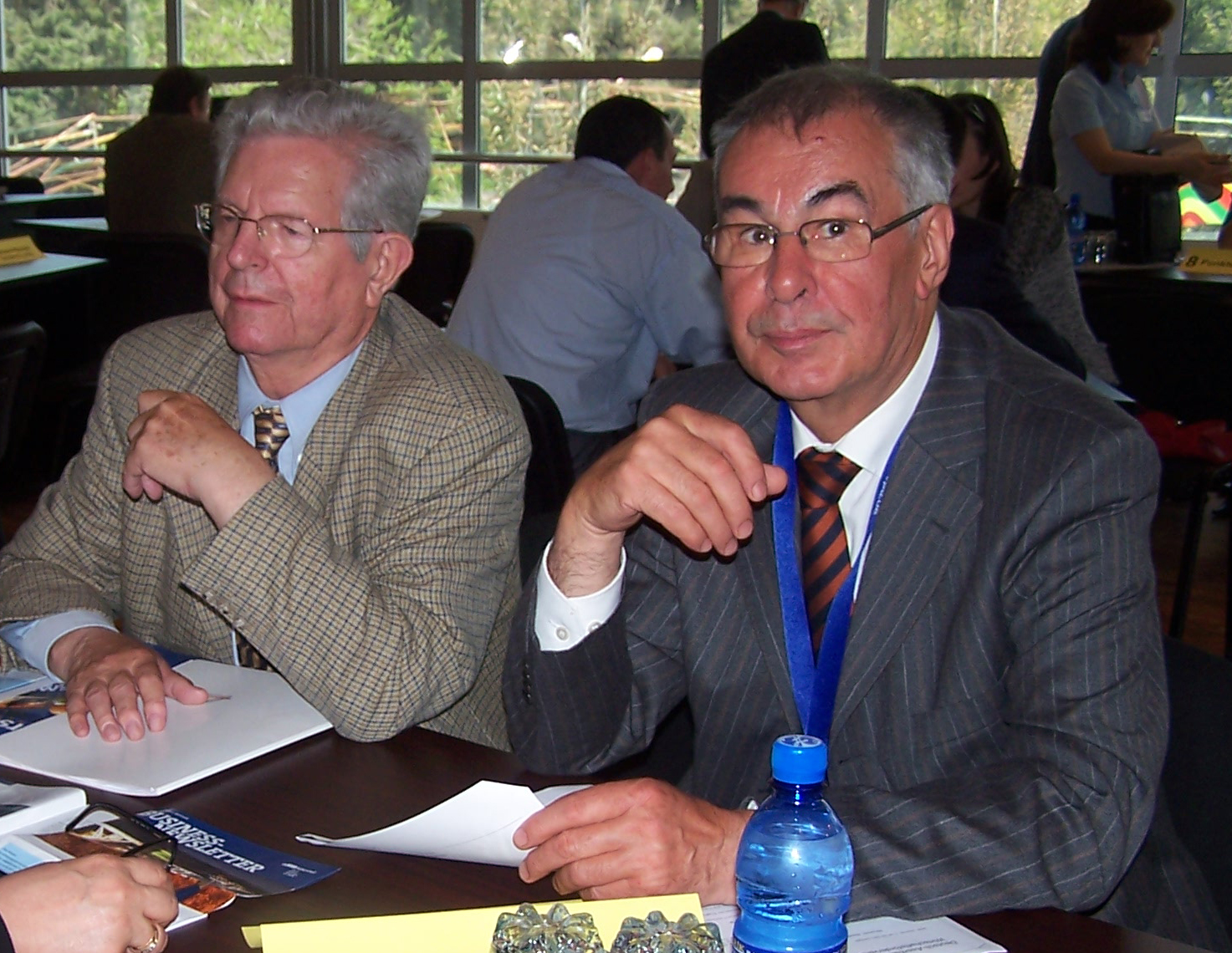
Norbert Langhoff mit seinem Kollegen Klaus Thiessen

Ab 1991 engagierte sich Langhoff für die Umstrukturierung des einstigen Akademiegeländes in Berlin-Adlershof zu einem modernen Forschungs- und Technologie-Campus in Gestalt des heutigen WISTA-Technologieparks. Er gilt zusammen mit Klaus Thiessen als einer der geistigen Väter des Adlershofer Technologieparks. Das ehemalige ZWG mit seinen einst 1.700 Mitarbeitern erwies sich selbst als eine Quelle zahlreicher Unternehmensgründungen, von denen einige ihren Sitz in Adlershof behielten.
Langhoff wurde zu einem Unternehmer im IGZ Innovations- und Gründerzentrum des Adlershofer Technologieparks. Zunächst gründete er 1990 das Consultingunternehmen „ISTC Industrial, Science and Technology Consult GmbH“, welches sich dem Technologietransfer und der Kooperation mit Osteuropa, insbesondere mit Russland, widmete. Im Jahre 1993 gründete Langhoff zusammen mit zwei Kollegen das IfG – Institut für Gerätebau GmbH, aus dem 1999 das Institut für angewandte Photonik e.V. hervorging. Im Jahre 2005 erfolgte die Überführung des IfG in das heutige, auf innovative Röntgenlichtleiter spezialisierte „Institute for Scientific Instruments GmbH“, dessen Geschäftsführer er auch im hohen Alter nach wie vor ist.
Langhoff ist verwitwet und hat zwei Kinder.

## Pionier auf dem Gebiet der Röntgendiagnostik

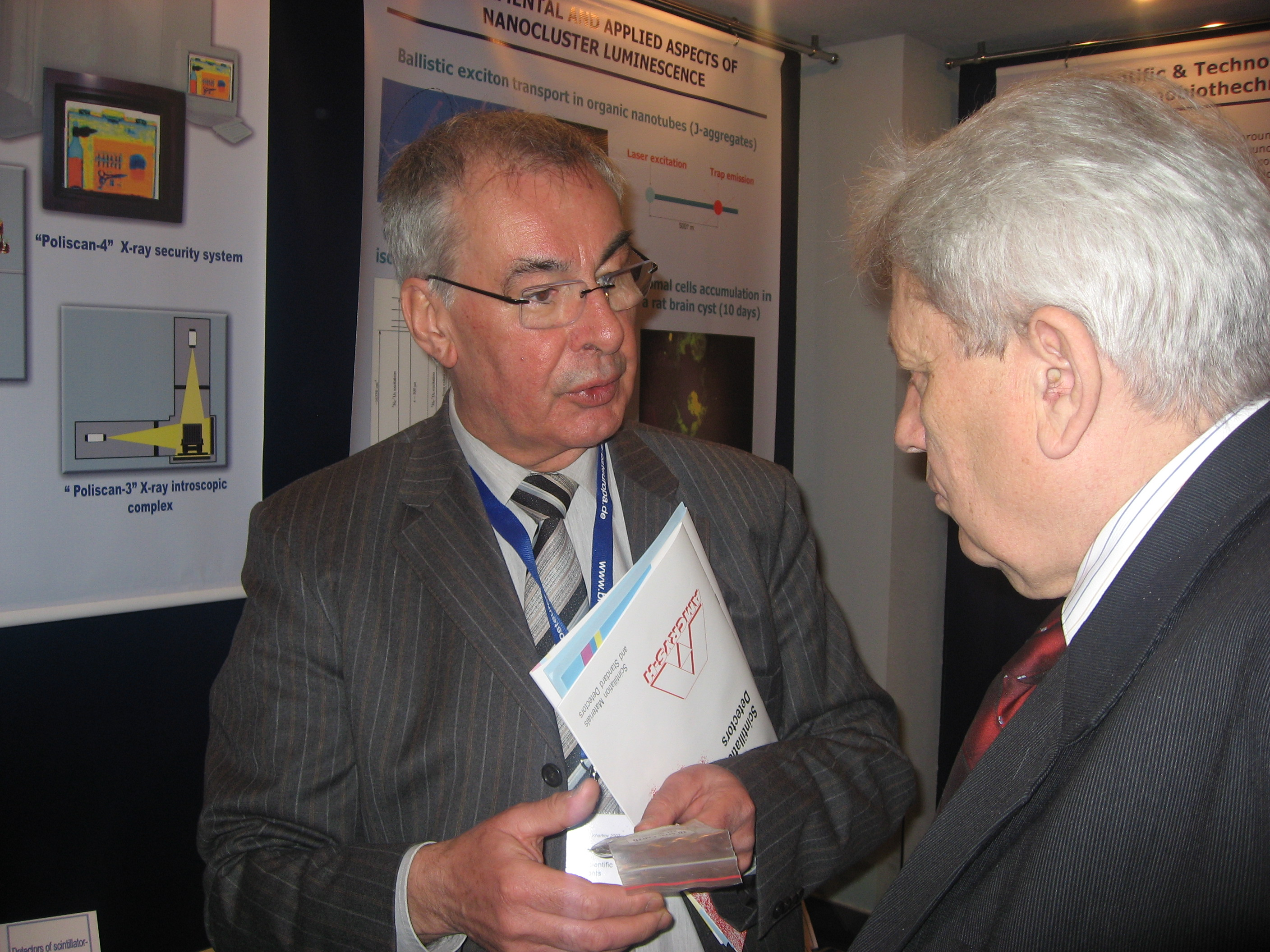
Norbert Langhoff besucht den Technologiepark Monokristalle in Charkiw (Ukraine) (2007)

Bereits in den 1960er Jahren entwickelte Langhoff in Zusammenarbeit mit einem Physiker die ersten Röntgenfluoreszenz-Spektrometer in der DDR, die dann seit Anfang der 1970er Jahre in die Produktion bei Carl Zeiss Jena überführt wurden.
Aufbauend auf Ergebnissen des Forschungszentrums Rossendorf zu einer neuen Generation von Röntgendetektoren aus den 1980er Jahren erschloss Langhoff nach Gründung der IfG GmbH ein neues Arbeitsgebiet:  Die Erforschung, Entwicklung, Weiterentwicklung und Anwendung von Röntgen-Kapillaroptiken. In Kooperation mit russischen Wissenschaftlern wurden die Einsatzmöglichkeiten derartiger Glaskapillaroptiken in röntgenanalytischen Geräten untersucht und Ziehanlagen für die Produktion derartiger Kapillaroptiken im eigenen Hause errichtet, nachdem zuvor die Möglichkeiten eines Einsatzes solcher Kapillaroptiken in kommerziellen Geräten nachgewiesen worden waren. Unter Nutzung dieser Spitzentechnologie ist es gelungen, die Weltmarktführung bei Röntgenlichtleitern für die Diffraktometrie zu erlangen.
Ein weiteres Ergebnis der Forschungs- und Entwicklungsarbeiten stellt die Entwicklung eines transportablen Röntgenfluoreszenz-Spektrometers mit integrierter Kamera dar, das zur Vor-Ort-Untersuchung von Gegenständen aus den Bereichen Kunst und Archäologie eingesetzt werden kann.
In der Medizintechnik wurden die Vorteile der Verwendung von monochromatischer Röntgenstrahlung in der Mammographie nachgewiesen. Insbesondere wurde ein spezielles Verfahren zur Therapie von Hirntumoren mit Hilfe von modifizierten Computertomographen entwickelt. Durch den Einsatz von Kontrastmitteln, das sich im Bereich der Tumore anreichert, konnte eine Dosisverstärkung erzielt werden, die durch Strahlfokussierung und Monochromatisierung mit Hilfe einer speziellen, in der IfG GmbH entwickelten Röntgenoptik auf Graphitkristallbasis noch erhöht wurde.
Langhoffs Aktivitäten führten ferner zur Entwicklung einer Femtosekunden–plasmabasierten Röntgenquelle, die inzwischen in verschiedenen Modifikationen im Max-Born-Institut Berlin und in der Außenstelle Hamburg (Advanced Study Group) des Max-Planck-Institutes für biophysikalische Chemie in Göttingen eingesetzt wird. Weitere Quellen wurden für die Universität Potsdam und die Universität Göttingen aufgebaut.
Im Rahmen eines Verbundprojektes gemeinsam mit der Bundesanstalt für Materialforschung und -prüfung, dem Institut für angewandte Photonik e. V. und der PNSensor GmbH (München) wurde eine Röntgen-Farb-Kamera höchster örtlicher und spektraler Auflösung entwickelt, die mit der Kombination von örtlicher und energetischer Auflösung eine Weltneuheit darstellt.

## Soziale Kompetenz und Mitgliedschaften

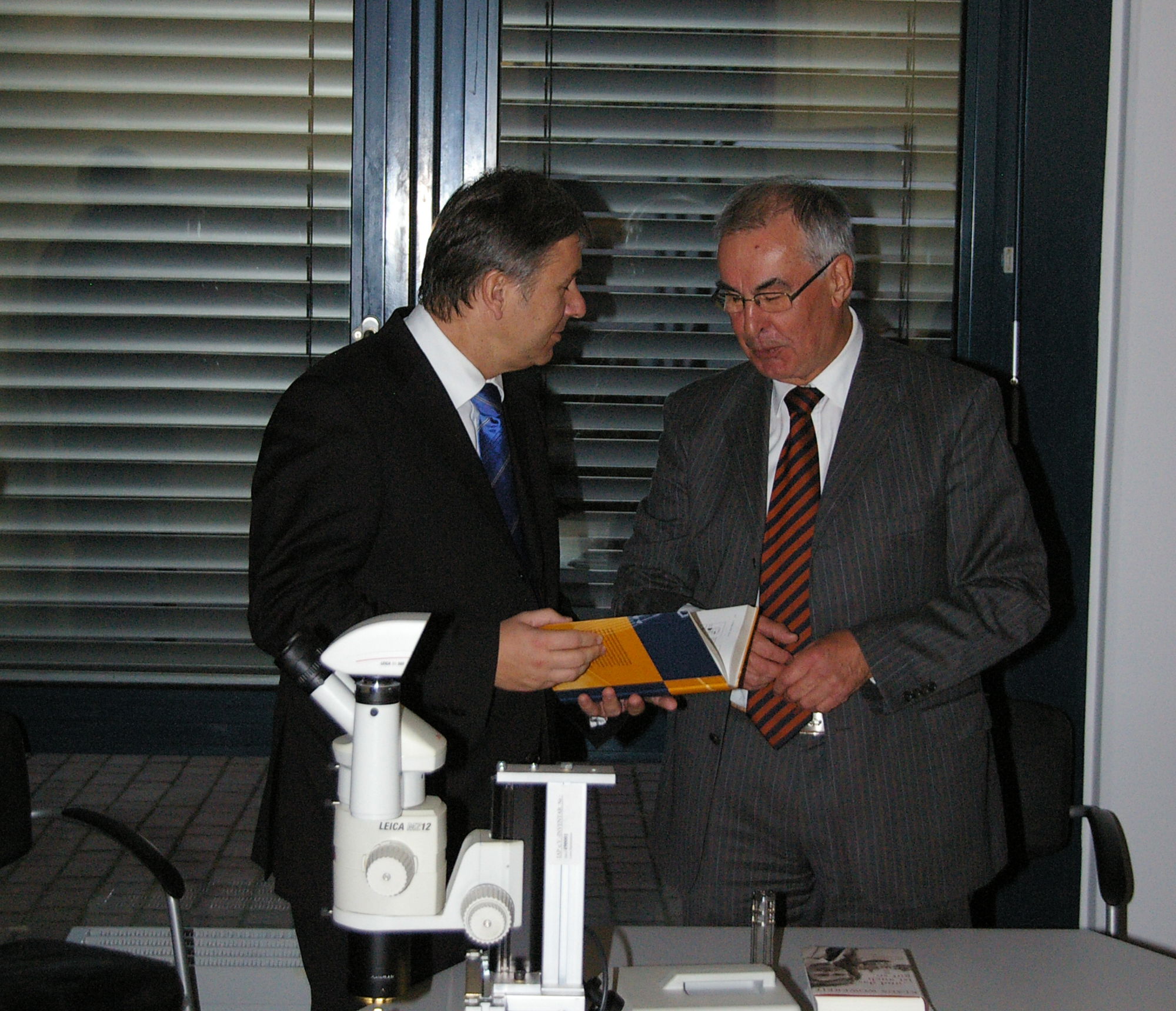
Norbert Langhoff mit Berlins Reg. Bürgermeister Klaus Wowereit beim Besuch im IGZ Innovations- und Gründerzentrum (2007)

Von 1989 bis 1991 war Langhoff  korrespondierendes Mitglied der Akademie der Wissenschaften der DDR. Von 1975 bis 1989 war er Mitglied des „Koordinierungsgremiums für den wissenschaftlichen Gerätebau der sozialistischen Länder“. Von 1985 bis 1990 leitete er die Koordinationsgruppe „Wissenschaftlicher Gerätebau“ der Akademie der Wissenschaften und der Hochschulen der DDR.
Er engagierte sich in der Kammer der Technik (KdT), deren Vizepräsident er von 1985 bis 1990 war, sowie in den 1990er Jahren in der Nachfolgeeinrichtung IvB Ingenieurverein Berlin bzw. im Verein Deutscher Ingenieure (VDI).
Bis 2002 war er Vorsitzender der VDI Bezirksgruppe Adlershof, seither Ehrenvorsitzender. Seit 1993 ist er Mitglied der Leibniz - Sozietät der Wissenschaften zu Berlin e. V. Er  ist aktives Mitglied des Aufsichtsrates der Röntec AG Berlin-Adlershof, des Kompetenznetzes Optische Technologien OpTec Berlin-Brandenburg sowie der Brücke Osteuropa e.V.

## Ehrungen
- 2002: Ehrenmedaille des VDI[1]
- 2011: Verdienstorden der Bundesrepublik Deutschland (Verdienstkreuz 1. Klasse)

## Publikationen
- N. Langhoff et al. (eds.): Handbook of Practical X-Ray Fluorescence Analysis, Springer, 2006, ISBN 978-3-540-28603-5